# Genny Pagliaro
Pour les articles homonymes, voir Pagliaro.
Genny Pagliaro (née le 15 octobre 1988 à Rovereto) est une haltérophile italienne.

## Palmarès

### Haltérophilie aux Jeux olympiques
- Haltérophilie aux Jeux olympiques de 2008 à Pékin
  - non classée, en moins de 48 kg.

### Championnats d'Europe d'haltérophilie
- Championnats d'Europe d'haltérophilie 2013 à Tirana
  -  Médaille d'or en moins de 48 kg.
- Championnats d'Europe d'haltérophilie 2011 à Kazan
  -  Médaille de bronze en moins de 48 kg.
- Championnats d'Europe d'haltérophilie 2008 à Bucarest
  -  Médaille de bronze en moins de 48 kg.
- Championnats d'Europe d'haltérophilie 2007 à Strasbourg
  -  Médaille de bronze en moins de 48 kg.
- Championnats d'Europe d'haltérophilie 2006 à Władysławowo
  -  Médaille de bronze en moins de 48 kg.